# زندان تایپینگ
زندان تایپینگ (به انگلیسی: Taiping Prison) (مالایی: Penjara Taiping) (که در سابق به نام زندان لاروت و مرکز مهارت‌آموزی تایپینگ شناخته می‌شد) در سال ۱۸۷۹ تأسیس گردید و قدیمی‌ترین و اولین مجتمع زندان مدرن در مالزی است. در آن دوران، همچنین بزرگ‌ترین مجتمع زندان بود. در سال ۱۸۸۱، زندانبانان سیک برای کمک به زندانبانان مالایی به این زندان آمدند و تعیلم دهنده‌های این حرفه، برای آموزش موارد سودمند در زندان، از هنگ کنگ وارد این زندان شدند.